# 鼠肉

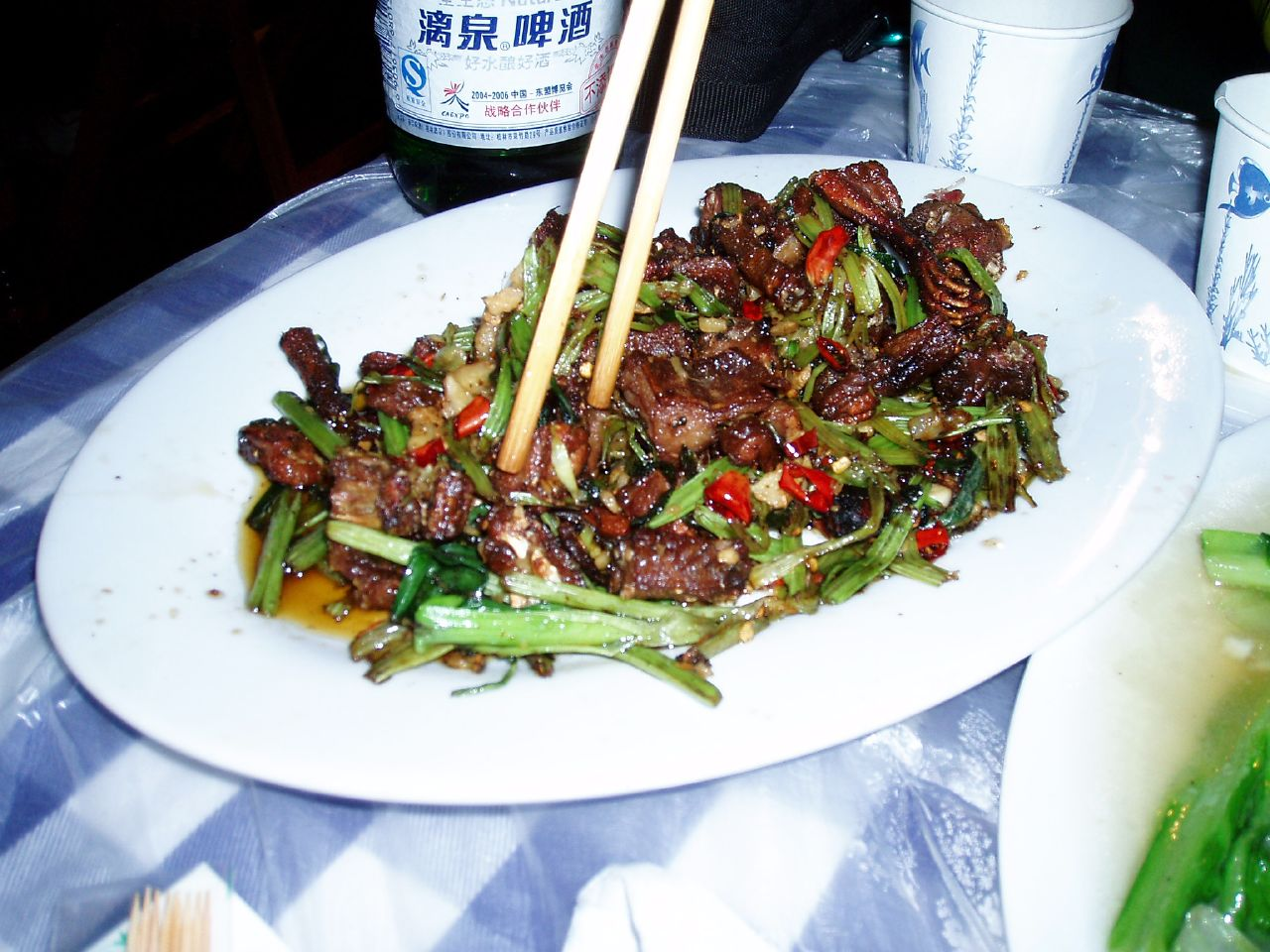
中國廣西陽朔的鼠肉菜式

鼠肉是从鼠身上获取的肉类食物：用作食用的鼠類，一般採取中等體型、尾巴長的多個啮齿目物種。鼠肉在某些文化（例如西非的多哥）屬於主食，但在另外一些文化屬於禁忌的食物（例如：東非的给格族不會吃比山羊小的動物），因為會帶來對疾病或饑荒的聯想。其他對鼠肉的禁忌包括還包括對鼠隻所帶來的疾病或恐懼，以至在宗教上的禁止；但在許多地方（例如：越南、馬拉維），大量鼠隻為患，導致他們要把鼠肉納入地方飲食。
有些文化會有限度接納鼠肉對特定社會階層或經濟階層為可接受食物的一種：而鼠肉亦是戰亂時期生存的必要食品，因為是重要的蛋白質來源。至於世界其他地方，鼠肉被認為是不潔及會帶來傳染病，所以不為社會所認可。有些宗教亦明文禁止食用鼠肉。伊斯兰教法禁止食用鼠肉。

## 地域差異

### 非洲
在非洲東部的馬拉維，當地人會到玉米田去找尋鼠隻，並將牠們串在一起，或煮、或鹽腌、或弄乾，然後在當地的市場或街上擺賣，是當地的一種美食。在撒哈拉以南非洲，蔗鼠分佈地區的人有捕食蔗鼠的習慣。

### 北美洲
燉鼠肉（Rat stew）是美國西維珍尼亞州的一種地方飲食，源於當地過往的採礦工業；而這種習慣又可以追遡到將鼠隻燉來吃的法國波爾多吃鼠肉習慣。這道菜可算是路殺美食的一種，曾在馬靈頓的「路殺烹飪大賽」中出現。
有些人會把田鼠整隻連骨連內臟一起用刀柄拍碎，再丟進炭火內燒烤，又會用松鼠肉來弄餃子、餡餅或肉餅。市面上亦有售賣打獵肉食的商店有松鼠肉售賣。但嚴格來說，田鼠（倉鼠科）和松鼠（松鼠科）的肉不算鼠（鼠科）肉。

### 亞洲

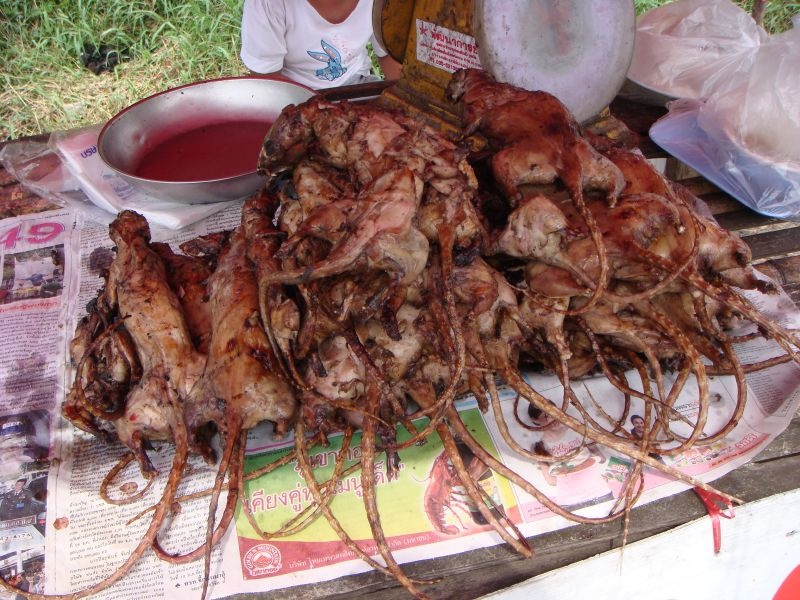
在泰国販售的鼠肉，可能是銀腹鼠

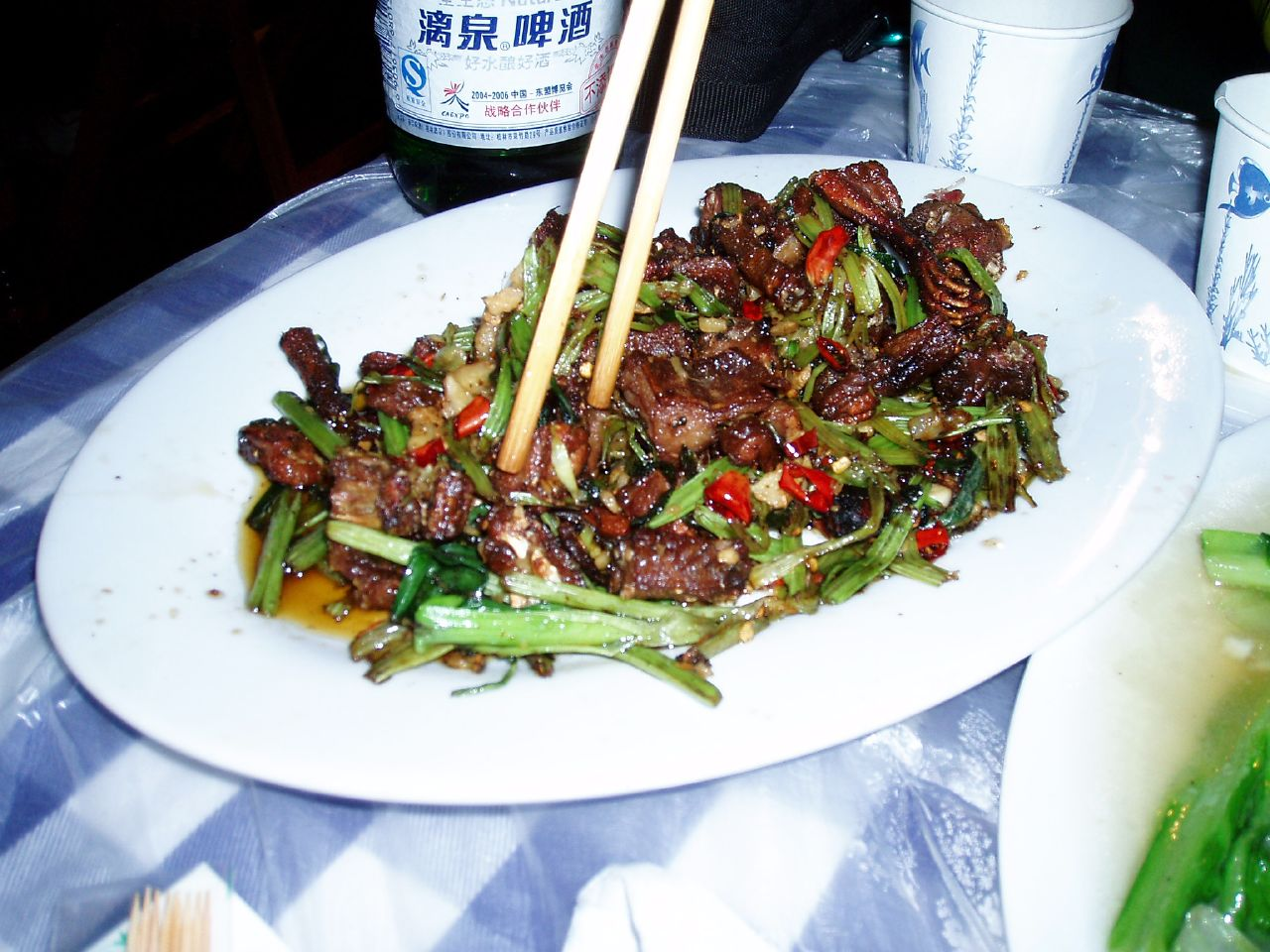
在中国广西壮族自治区的一碟炒鼠肉（很可能是东方田鼠，倉鼠科）

鼠肉一般以比較清潔的田鼠肉為主。各地食用田鼠的方法不同。例如華南地區會把田鼠腊來吃。在某些文化，鼠肉在特定的社會或經濟階層人士的限定可接受食材。在中國及印度邊境生活的人，鼠肉是必須要的傳統食材，因為他們的婦女除了魚肉、豬肉、野鳥肉或鼠肉以外，其他肉類都不可以吃。相反的，在北印度的穆薩哈爾社區把鼠類養殖商業化，因為當地人視鼠肉為極限美食。
銀腹鼠（Rattus argentiventer）是一種常見於東南亞地區的鼠屬物種，其肉食見於越南、臺灣、菲律賓（然後傳往歐洲的西班牙？）及柬埔寨的飲食。鼠肉串是一種在越南、柬埔寨和泰國的人會食用的烤鼠肉料理。
除了直接燒烤，還會用醬汁來煮或煮成湯。2019年3月14日，越南的鼠肉飲食成為了《国家地理》雜誌的特色內容。在台湾，當地過往甘蔗田遍布，故田鼠多又肥又甜，當地人叫牠們的肉作山貉肉(常俗寫為「山河肉」)，常见与收蔗田农民带猎狗追捕田鼠大如小狗，早在1626年西班牙從馬尼拉揮軍至雞籠灣內的聖薩爾瓦多島建立據點時，就因為補給問題而令島上幸存的駐軍以狗肉和鼠肉來充飢（參看臺灣西班牙統治時期條目）。
由於鼠隻的個體較小，這些肉的份量一般比較少。若要較大件的份量，需要從多隻鼠隻取出的肉塊合在一起。在越南的南部省份薄寮省每天上市的鼠肉至少有3噸：不同等級的鼠肉價格相差很大，鼠肉中的「極品」每公斤售兩美元，比兩公升的枝裝汽水略貴一點；但最低等的鼠肉每公斤的價錢跟兩罐汽水相若，相差三到四倍。

### 歐洲
法国及维多利亚时代英国，富人階層會吃以鼠肉製成的西式餡餅。在第二次世界大战导致的食物配给期间，英国的生物学家曾經以实验大鼠為食，並以奶油調味。
一份波尔多式的烤鼠食谱要求使用住在酒窖里的「酒鬼老鼠」。这些老鼠被剥皮和去内脏，刷上以橄榄油和碎香葱煮成的浓汁，然后在以破酒桶為燃料的火上烧烤。
在西班牙的巴倫西亞省，銀腹鼠的肉被维森特·布拉斯科·伊巴涅斯在他的小说《Cañas y barro》中不朽地描述。与鳗鱼和被称为garrafons的当地豆子一起，西南部水䶄（Arvicola sapidus，亦作「沼泽鼠」）是西班牙大鍋飯的主要成分之一，後現時普遍已被兔肉、鸡肉和海鲜所取代。

### 中、南太平洋
In the traditional cultures of the 夏威夷族 and the 波利尼西亚人, rat was an everyday food for commoners. When feasting, the Polynesian people of 復活節島 could eat rat meat, but the king was not allowed to, due to the islanders' belief in his "state of sacredness" called tapu. In studying precontact archaeological sites in 夏威夷州, archaeologists have found the concentration of the remains of rats associated with commoner households accounted for three times the animal remains associated with elite households. The rat bones found in all sites are fragmented, burned and covered in carbonized material, indicating the rats were eaten as food. The greater occurrence of rat remains associated with commoner households may indicate the elites of precontact Hawaii did not consume them as a matter of status or taste.

### 其他地區
在無界其他地區，鼠肉往往被認為是帶病及不潔，不為社會接受，又或因為強烈的宗教禁令而被拒抗。根據伊斯蘭教的《符合教規的食物》和犹太教的《饮食规定》傳統上禁止鼠肉的食用，而在南美洲秘魯的Shipibo人和玻利維亞的Sirionó人認為食用鼠隻昰種文化上的禁忌。

## 作為寵物的食物
鼠類是蛇類常見的食物，不管是野生的還是作為寵物飼養的。鼠蛇是游蛇科黄颔蛇亚科（不是水游蛇科）多個屬物種的泛稱；牠們連同球蟒都是一些以鼠類為主食的物種。即使被人類所飼養，牠們都會被飼主餵食新鮮或雪藏的鼠肉，不管牠們是由寵物店或動物園所飼養。在英國，動物福利條例2006（Animal Welfare Act 2006）立例禁止對動物餵食活生生的動物：法例規定用於餵飼的動物必須已死亡，除非這對被餵飼動物的健康有影響。這法例是基於來自英國皇家防止虐待動物協會的壓力，指給其他動物餵飼活生生的哺乳類動物過於殘忍。

## 味道及營養
來自野生的鼠肉含有較低的脂肪。由於囓齒動物以稻米、水果和蔬菜為食，它們的肉含豐富的ω-3脂肪酸。鼠肉的味道隨牠們所吃的食物而有所不同。據說食用稻米的鼠肉嘗起來像兔肉。甘蔗鼠有一種甜白的肉，味道介於豬肉、鷓鴣肉或野兔肉之間。據說，在19世紀，吉伦特河口的鼠隻吃得飽飽的，肉質鮮美，帶有麝香的味道，並沒有令食客不快的感覺。

## 歷史
人類很早就以鼠肉為食物，唐朝時期，嶺南獠民喜饗蜜唧，“即鼠胎未瞬，通身赤蠕者”，北宋蘇軾在嶺南及海南島也吃過鼠肉，有詩云：“朝盤見蜜唧，夜枕聞鵂鶹。”蘇軾在海南島還寄詩給在惠州的弟弟子由云：“土人頓頓食薯芋，薦以熏鼠燒蝙蝠；舊聞蜜唧嘗嘔吐，稍近蝦蟆緣習俗。”

## 食用安全
雖然鼠肉「溫良大補」，但對於鼠肉食用者來說，鼠肉的來源以及安全性更為重要。對於討厭老鼠的人，他們會用毒鼠藥來毒殺鼠類。食用這些受毒藥污染的鼠肉有可能致命。
所以不得不小心謹慎。
根據一項於2020年進行的研究，在越南南部三個省份的野生動物貿易進行檢疫。研究發現在受調查的餐廳，有55%所發售的田鼠被驗出帶有一種冠状病毒

## 經濟價值
食用鼠隻，也被一些地方政府視為控制鼠患的一種手段。
在柬埔寨，每天出口的鼠肉高達數萬隻。2008年底時，路透社新聞曾報導：由於柬埔寨的鼠肉售價急升四倍，令當地窮人無法再負擔。

## 食用物種
- 大鼠屬的銀腹鼠（Rattus argentiventer）[49]
- 板齒鼠屬

## 菜式
以下為各種常見的鼠肉菜式：
- 鼠肉酸辣湯[4]
- 炸鼠肉[4]
- 咖喱鼠肉[4]
- 烤鼠肉[4]
- 洋蔥炒鼠肉[4]
- 燻鼠肉
- 三杯鼠
- 三吱

## 參看
- 岭南文化
- 越南菜
- 潮州菜
- 客家菜
- 粤菜
- 桂菜
- 赣菜
- 肉類食物列表（英语：List of meat dishes）
  - 天竺鼠
  - 馬拉維田鼠串